# Louis Salica
Louis Salica (* 16. November 1912 in Brooklyn, New York City; † 30. Januar 2002) war ein US-amerikanischer Boxer.

## Amateurkarriere
Bei den Amateuren trat Salica im Fliegengewicht an. In dieser Gewichtsklasse gewann er unter anderem im Jahre 1932 in Los Angeles eine Bronzemedaille bei den Olympischen Spielen und die jeweilige Goldmedaille bei den US-amerikanischen Meisterschaften, den Intercity Golden Gloves und den New York Golden Gloves.

## Profikarriere
Als Profi boxte er im Bantamgewicht und begann seine Karriere im Jahre 1932. Er blieb in seinen ersten 16 Kämpfen ungeschlagen. Am 26. August 1935 kämpfte er gegen Sixto Escobar um die Weltmeistergürtel der Verbände NBA und NYSAC und gewann durch Mehrheitsentscheidung. Allerdings verlor er die Titel bereits in seiner ersten Titelverteidigung im November desselben Jahres an Escobar im direkten Rematch nach Punkten.
Am 17. November 1939 konnte er den Weltmeistergürtel der NYSAC abermals erringen, als er den bis dahin noch ungeschlagenen Tony Olivera nach Punkten bezwang. Zudem erkämpfte er am 24. September des darauffolgenden Jahres mit einem einstimmigen Punktsieg über Georgie Pace auch den NBA-Weltmeistertitel zum zweiten Mal.
Am 7. August 1942 verlor er diese beiden Gürtel an seinen Landsmann Manuel Ortiz durch einstimmige Punktrichterentscheidung. Sein letzter Kampf, welchen er in Baltimore gegen Harry Jeffra durch einstimmigen Beschluss verlor, fand am 27. März 1944 statt.